# Station Burnley Central
Burnley Central is een spoorwegstation van National Rail in Burnley, Burnley in Engeland. Het station is eigendom van Network Rail en wordt beheerd door Northern Rail. 